# 24.º Troféu HQ Mix
O 24º Troféu HQ Mix foi realizado no dia 30 de junho de 2012 no Teatro SESC Pompeia, em São Paulo. A premiação, referente aos lançamentos de quadrinhos de 2011, é baseada em votação realizada entre desenhistas, roteiristas, professores, editores, pesquisadores e jornalistas ligado à área de quadrinhos no Brasil. O troféu (que homenageia um autor diferente a cada ano) representava o personagem Sacarrolha, criado por Primaggio Mantovi.
Esta edição marcou uma mudança nas indicações: Um júri de especialistas e jornalistas na área de quadrinhos e humor gráfico foi selecionado para a definição da lista de indicados. Fizeram parte do júri Heitor Pitombo (jornalista), Marcelo Alencar (editor e presidente do júri), Zé Oliboni (crítico e pesquisador), Sam Hart (desenhista de quadrinhos) e Télio Navega (jornalista).  Em 29 de março, uma lista com os pré-indicados em todas as categorias foi divulgada no blog oficial do prêmio, sendo aberta para discussão. Após uma semana, os membros do júri fizeram alterações na lista de indicados com base nas opiniões e sugestões que surgirem a partir dos debates.
Antes do início da votação, os organizadores divulgam a lista definitiva de indicados em cada categoria. Em 2012, foram sete indicados por categoria. Embora seja permitido aos eleitores escolherem um nome que não esteja entre os indicados, normalmente vence quem está na lista.
Nas categorias ligadas a pesquisas acadêmcias (dissertação, tese e trabalho de conclusão de curso), a categoria Tese de Doutorado teve apenas um inscrito, que não obteve a pontuação mínima exigida pela comissão julgadora. Por essa razão, não houve vencedor esse ano nessa categoria.

## Prêmios[5]
| Categoria                                | Vencedor(es) | Outros indicados |
| ---------------------------------------- | --- | --- |
| Adaptação para os quadrinhos             | Clara dos Anjos Wander Antunes e Marcelo Lelis / editora Quadrinhos na Cia                                                                                       | - A Cachoeira de Paulo Afonso (André Diniz / editora Pallas) - Conto de Escola em Quadrinhos (Silvino / editora Peirópolis) - Dom Casmurro (Wellington Srbek e José Aguiar / editora Nemo) - Fahrenheit 451 (Tim Hamilton / editora Globo) - Fernando Pessoa e Outros Pessoas (Davi Fazzolari e Guazzelli / editora Saraiva) - Vigor Mortis Comics (Paulo Biscaia Filho, José Aguiar e DW Ribatski / editora Zarabatana) |
| Caricaturista                            | Gustavo Duarte | - Alan Souto Maior - Baptistão - Cavalcante - Loredano - Manohead - Thiago Hoisel |
| Cartunista                               | Dálcio Machado | - Cau Gomes - Duke - Jota A - Junião - Léo Martins - Silvano Mello |
| Chargista                                | Angeli | - Benett - Dálcio Machado - Duke - Gustavo Duarte - João Montanaro - Quinho |
| Desenhista estrangeiro                   | David Mazzucchelli Asterios Polyp | - Cyril Pedrosa (Três Sombras) - Daniel Clowes (Mundo Fantasma) - Jacques Tardi (Era A Guerra de Trincheiras) - Milo Manara (Bórgia - Tudo é Vaidade) - Oliver Copiel (Thor) - Shaun Tan (A Chegada) |
| Desenhista nacional                      | Marcelo Lélis Saino a Percurá - Ôtra Vez | - Aloísio de Castro (Carcará) - Danilo Beyruth (Necronauta 2) - Gustavo Duarte (Birds) - Lourenço Mutarelli (Quando meu Pai se Encontrou com o ET Fazia Um Dia Quente) - Rafael Albuquerque (Tune 8 e Vampiro Americano) - Rafael Coutinho (O Beijo Adolescente) |
| Destaque internacional                   | Fábio Moon e Gabriel Bá | - Ana Luiza Koehler - Ivan Reis - Mike Deodato - Rafael Albuquerque - Rafael Grampá - Ricardo Manhães |
| Destaque latino-americano                | Revista Fierro editora Página/12 / Argentina | Eleito pela comissão e pelo júri especial |
| Dissertação de Mestrado                  | Entre a épica e a paródia: a (des)mistificação do gaucho nos quadrinhos de Inodoro Pereyra, el renegáu Priscila Pereira / Universidade Estadual de Campinas      | Eleito pela comissão e pelo júri especial |
| Edição especial estrangeira              | Asterios Polyp David Mazzucchelli / editora Quadrinhos na Cia | - A Chegada (Shaun Tan / editora SM) - Daytripper (Fábio Moon e Gabriel Bá / editora Panini) - Era a Guerra de Trincheiras (Tardi / editora Nemo) - Mundo Fantasma (Daniel Clowes / editora Gal) - Quando lá Tinha o Muro (Flix / editora Tinta Negra) - Três Sombras (Cyril Pedrosa / editora Quadrinhos na Cia) |
| Edição especial nacional                 | Morro da Favela André Diniz / editora Leya/Barba Negra | - Encruzilhada (Marcelo d'Salete / editora Leya/Barba Negra) - Histórias do Clube da Esquina (Laudo Ferreira Jr. e Omar Viñole / editora Devir) - Oeste Vermelho (Magno Costa e Marcelo Costa / editora Devir) - Saino a Percurá - Ôtra Vez (Lelis / editora Zarabatana) - Tune 8 (Rafael Albuquerque / independente) - Vigor Mortis Comics (Paulo Biscaia Filho, José Aguiar e DW Ribatski / editora Zarabatana) |
| Editora do ano                           | Leya/Barba Negra | - Conrad - Devir - Nemo - Panini - Quadrinhos na Cia - Zarabatana |
| Evento                                   | 7° Festival Internacional de Quadrinhos Belo Horizonte | Eleito pela comissão e pelo júri especial |
| Exposição                                | Criando Quadrinhos - da ideia à página impressa 7° Festival Internacional de Quadrinhos                                                                          | Eleito pela comissão e pelo júri especial |
| Grande contribuição                      | Fanzines nas Zonas de Sampa Prefeitura de São Paulo | Eleito pela comissão e pelo júri especial |
| Grande mestre                            | Marcatti | Eleito pela comissão e pelo júri especial |
| Homenagem especial                       | Mauro dos Prazeres | Eleitos pela comissão e pelo júri especial |
| Homenagem especial                       | Achados e Perdidos Eduardo Damasceno, Luís Felipe Garrocho e Bruno Ito                                                                                           | Eleitos pela comissão e pelo júri especial |
| Livro teórico                            | Angelo Agostini - a imprensa ilustrada da Corte à Capital Federal, 1864-1910 Gilberto Maringoni / editora Devir                                                  | - A História em Quadrinhos no Brasil (Waldomiro Vergueiro e Roberto Elísio dos Santos / editora Laços) - Enciclopédia dos Quadrinhos, por Goida e André Kleinert (L&PM) - Faces do Humor - uma Aproximação entre Piadas e Tiras (Paulo Ramos / editora Zarabatana) - Histórias em Quadrinhos & Educação - Formação e Prática Docente (Elydio dos Santos Neto e Marta Regina Paulo da Silva, organizadores / editora Metodista) - Linguagem HQ (Nobu Chinen / editora Criativo) - Super-Heróis, Cultura e Sociedade (Nildo Viana e Iuri Andréas Reblin, organizadores / editora Ideias & Letras) |
| Mídia sobre quadrinhos                   | Mundo dos Super-Heróis editora Europa | Eleito pela comissão e pelo júri especial |
| Novo talento (desenhista)                | Magno Costa e Marcelo Costa Oeste Vermelho e Matinê | - André Leal (São Jorge da Mata Escura) - Daniel Og (Yuri - Quarta-feira de Cinzas) - Eduardo Damasceno (Achados e Perdidos) - Lu Cafaggi (Mix Tape) - Mário César (Entrequadros - Círculo Completo) - Rael Lyra (MSP Novos 50 - Mauricio de Sousa por 50 Novos Artistas) |
| Novo talento (roteirista)                | Vitor Cafaggi Valente para Sempre e Duo.tone | - Hector Lima (MSP Novos 50 - Mauricio de Sousa por 50 Novos Artistas) - Lillo Parra (Sonho de Uma Noite de Verão - Coleção Shakespeare em Quadrinhos) - Luís Felipe Garrocho (Achados e Perdidos) - Magno Costa (Oeste Vermelho) - Mario César (Entrequadros - Círculo Completo) - Raphael Fernandes (Ditadura no Ar) |
| Produção em outras linguagens            | Angeli 24 Horas documentário de Beth Formaggini | - As Aventuras de Tintim (filme) - Batman - Ano Um (longa de animação) - Capitão América: O Primeiro Vingador (filme) - O Ogro (animação) - Pieces (teatro) - The Walking Dead (série de televisão) |
| Projeto editorial                        | MSP Novos 50 - Mauricio de Sousa por 50 Novos Artistas vários autores / editora Panini                                                                           | - 1.000 (vários autores / editora Leya/Barba Negra) - Achados e Perdidos (Eduardo Damasceno, Luís Felipe Garrocho e Bruno Ito / Independente) - Coleção Fierro (vários autores / editora Zarabatana) - Coleção Ópera em Quadrinhos (vários autores / editora Scipione) - Cripta (vários autores / Mythos) - Graffiti 76% Quadrinhos #21 (vários autores / independente) |
| Publicação de aventura / terror / ficção | Birds Gustavo Duarte / independente | - Combate Inglório (vários autores / editora Gal) - Cripta (vários autores / editora Mythos) - Fábulas (Bill Willingham e vários desenhistas / editora Panini) - Fierro Brasil (vários autores / editora Zarabatana) - J. Kendall - Aventuras de uma Criminóloga (Giancarlo Berardi e vários desenhistas / editora Mythos) - Os Mortos-Vivos (Robert Kirkman e Charlie Adlard / editora HQM) |
| Publicação de clássico                   | Arzach Moebius / editora Nemo | - Agente Secreto X-9 (Dashiell Hammett e Alex Raymond / editora Devir) - Combate Inglório (vários autores / editora Gal) - Cripta (vários autores / Mythos) - Fantasma - A Saga do Casamento (Lee Falk e Sy Barry / editora Kalaco) - A Garra Cinzenta (Francisco Armond e Renato Silva / editora Conrad) - Gen Pés Descalços (Keiji Nakazawa / editora Conrad) |
| Publicação de humor gráfico              | Uma Patada Com Carinho Chiquinha / editora Leya/Barba Negra | - Antes Charge do que Nunca (Atorres / independente) - Árvres (Orlando Pedroso / independente) - Caminhos do Santiago (Santiago / independente) - Caricaturas de Letra (Biratan / independente) - Catálogo do Festival Internacional de Humor do Rio de Janeiro (vários autores) - Só Futebol 2011 (Duke / editora Papel Cartum) |
| Publicação de tiras                      | Macanudo 4 Liniers / editora Zarabatana | - Agente Secreto X-9 (Dashiell Hammett e Alex Raymond / editora Devir) - Geraldão - Espocando a Cilibina (Glauco - editora Almedina) - Iscola... O Crime (Rose Araujo / independente) - Ordinário (Rafael Sica / Quadrinhos na Cia) - Rei Emir Saad - O Monstro De Zazanov (André Dahmer / editora Leya/Barba Negra) - Ultralafa (Daniel Lafayette / editora Leya/Barba Negra) |
| Publicação erótica                       | Black Kiss Howard Chaykin / editora Devir | - Bórgia - Tudo é Vaidade (Alejandro Jodorowsky e Milo Manara / editora Conrad) - Futari H (Katsuaki Nakamura / editora JBC) - Golden Shower 2 (vários autores / independente) - Hentai Gold (vários autores / editora Geek) - O Perfume do Invisível - Edição Completa (Milo Manara / editora Conrad) - Velta & Mirza (Emir Ribeiro / editora Júpiter II) |
| Publicação independente de autor         | Birds Gustavo Duarte | - Aparecida Blues (Biu e Stêvz) - Duo.Tone (Vitor Cafaggi) - Nanquim Descartável 4 ([Daniel Esteves]) - O Beijo Adolescente (Rafael Coutinho) - SOS (Felipe Nunes) - Tune 8 (Rafael Albuquerque) |
| Publicação independente de grupo         | Café Espacial Sergio Chaves, editor | - Almanaque Gótico - Gibi Gibi - Golden Shower 2 - Graffiti 76% Quadrinhos - Tarja Preta 7 - Zine Extreme |
| Publicação independente edição única     | O louco, a caixa e o homem Daniel Esteves e Will | - Achados e Perdidos (Eduardo Damasceno e Luís Felipe Garrocho) - Birds (Gustavo Duarte) - Duo.tone (Vitor Cafaggi) - Mix Tape (Lu Cafaggi) - Quadrinhos A2 (Cristina Eiko e Paulo Crumbim) - São Jorge da Mata Escura (Marcello Fontana e André Leal) |
| Publicação infantojuvenil                | Turma da Mônica Jovem vários autores / editora Panini | - Disney Gigante (vários autores / editora Abril) - Epic Mickey (vários autores / editora Abril) - Joca e a Caixa (Art Spiegelman / editora Quadrinhos na Cia) - Mendelévio e Telúria: Histórias tão Pequenas de Nós Dois (João Marcos / editora Abacatte) - Pateta faz História (vários autores / editora Abril) - Pequeno Pirata (David B. / editora Leya/Barba Negra) |
| Publicação mix                           | MSP Novos 50 - Mauricio de Sousa por 50 novos artistas vários autores / editora Panini                                                                           | - 1000-1 (vários autores / editora Leya/Barba Negra) - Fierro Brasil (vários autores / editora Zarabatana) - Golden Shower 2 (vários autores / independente) - Mad (vários autores / editora Panini) - Tarja Preta (vários autores / independente) - Vertigo (vários autores / editora Panini) |
| Roteirista estrangeiro                   | David Mazucchelli Asterios Polyp | - Brian Wood (ZDM e Vikings) - Giancarlo Berardi (J. Kendall e Ken Parker) - Jacques Tardi (Era A Guerra de Trincheiras) - Pierre Paquet (Quando eu Cresci) - Robert Kirkman (Os Mortos-Vivos) - Shaun Tan (A Chegada) |
| Roteirista nacional                      | André Diniz Morro da Favela | - Carlos Ferreira (Kardec) - Daniel Esteves (O Louco, a Caixa e o Homem e Nanquim Descartável) - Lourenço Mutarelli (Quando meu Pai se Encontrou com o ET Fazia Um Dia Quente) - Marcelo Cassaro (Dbride: A Noiva do Dragão) - Vitor Cafaggi (Duo.tone e Valente para Sempre) - Wellington Srbek (Ciranda Coraci e O Senhor das Histórias) |
| Salão e festival                         | 3° Festival Internacional de Humor do Rio de Janeiro Rio de Janeiro                                                                                              | Eleito pela comissão e pelo júri especial |
| Tira nacional                            | Manual do Minotauro Laerte | - Bifaland (Allan Sieber) - Malvados (André Dahmer) - Níquel Náusea (Fernando Gonsales) - Ocre (Gilmar) - Quase Nada (Fábio Moon e Gabriel Bá) - Um Sábado Qualquer (Carlos Ruas) |
| Trabalho de Conclusão de Curso           | Traços e rabiscos nos anos 80 - o trabalho de Henfil na década da transição Fernanda de Alcântara Pestana e Luciana Fernandes dos Reis / Faculdade Cásper Líbero | Eleito pela comissão e pelo júri especial |
| Web quadrinhos                           | Terapia Rob Gordon, Marina Kurcis e Mario Cau | - Dinâmica de Bruto (Bruno Maron) - Ledd (JM Trevisan e Lobo Borges) - Meu Monarca Favorito (Tiburcio) - Quadrinhos A2 (Cristina Eiko e Paulo Crumbim) - Quadrinhos Rasos (Eduardo Damasceno e Luís Felipe Garrocho) - Tune 8 (Rafael Albuquerque) |
| Web tiras                                | Um Sábado Qualquer Carlos Ruas | - A Vida com Logan (Flávio F. Soares) - Minha Talentosa Mão Direita (Gomez) - Ryotiras (Ryot) - Malditos Designers (Rômulo) - Vida e Obra de Mim Mesmo (Ricardo Coimbra) - Will Tirando (Will Leite) |